# Snelwegparking Ranst
De snelwegparking Ranst is een geheel van twee verzorgingsplaatsen, Ranst-Noord en Ranst-Zuid, aan de autosnelweg A13/E34/E313 in België. De parkings liggen zo'n 7 kilometer oostwaarts van Antwerpen-Oost en 2 km westwaarts van het knooppunt Ranst en bevinden zich op het grondgebied van de gemeenten Ranst en Wommelgem. 
De snelwegparking is in beide richtingen uitgerust met een Q8-tankstation, een Delhaize Shop & Go, een broodjeszaak en een Starbucks-koffiehoek.